# Domenico Scarlatti
Domenico Scarlatti (født 26. oktober 1685 i Napoli, død 23. juli 1757 i Madrid) var en italiensk komponist og cembalist.
Domenico Scarlatti var søn og elev af Alessandro Scarlatti. Efter nogle år som komponist og organist i hjembyen tilbragte han en periode i Venezia. I 1709 kom han til Rom, hvor han først var ansat hos den landflygtige polske dronning Maria Kazimiera, til hvis private teater han skabte en række operaer, bl.a. La Sylvia og Amor d'un ombra. Da dronningen forlod byen tog Scarlatti kortvarigt tjeneste hos den portugisiske ambassadør. 1715-19 var han kapelmester for Cappella Giuliana ved Peterskirken, hvor han bl.a. opførte sin store Stabat Mater. Fra 1720 eller 1721 var han kapelmester ved det portugisiske hof og cembalolærer for prinsesse Maria Barbara. Han fulgte med sin elev, da hun i 1729 blev dronning af Spanien. Han bevarede livet igennem tilknytning til Maria Barbara, hvem han tilegnede sit muligvis sidste værk, Salve Regina.
Scarlatti komponerede i en række forskellige genrer, men det er hans 555 eller flere korte sonater for cembalo, der har skaffet ham status som en af musikhistoriens store komponister. Blandt hans elever regnes ofte P. Antonio Soler. Den mest anerkendte fortegnelse over Scarlattis værker skyldes Ralph Kirkpatrick (1911-84).

## Liv og gerning
Domenico Scarlatti blev født i Napoli, Kongeriget Napoli, der tilhørte den spanske krone. Han blev født i 1685, samme år som Johann Sebastian Bach og George Frideric Handel [2]. Scarlatti var den sjette af ti børn af komponisten og læreren Alessandro Scarlatti. Hans ældre bror Pietro Filippo var også musiker.

### Tidlige år
Scarlatti studerede først musik under sin fader. Andre komponister, der måske har været hans tidlige lærere, omfatter Gaetano Greco, Francesco Gasparini og Bernardo Pasquini, som øjensynligt alle har haft indflydelse på hans musikalske stil. Muzio Clementi bragte Scarlattis sonater ind i den klassiske stil ved at redigere det, der vides at være dets første offentliggørelse. Han blev udnævnt til komponist og organist ved det kongelige kapel i Napoli i 1701. I 1703 organiserede han Carlo Francesco Pollarolo opera "Irene" til opførelse i Napoli. Kort efter sendte hans far ham til Venedig. Efter dette er der intet kendt for Scarlattis liv indtil 1709, da han rejste til Rom og gik i tjeneste hos den polske dronning Maria Kazimiera, som var i eksil. Det var i Rom, at han mødte Thomas Roseingrave. Scarlatti var allerede en vellykket cembalospiller: der er overlevet en historie om en konkurrence på færdigheder med George Frideric Handel på paladset hos Cardinal Ottoboni i Rom, hvor han blev bedømt bedre end Handel på cembalo, men ringere på orgelet. Scarlatti er blevet betegnet som den "største italienske cembalo-komponist i alle tider". Senere i livet var Scarlatti kendt for at optræde med ærbødighed, når han talte om Handels færdigheder. Under sit ophold i Rom komponerede Scarlatti flere operaer til dronning Kazimieras private teater. Han var Maestro di Cappella ved Peterskirken fra 1715 til 1719.

### Ophold i London
I 1719 rejste han til London for at lede opførelsen af sin opera "Narciso" ved Kings Theatre.

### Ophold i Portugal
Ifølge Vicente Bicchi, der var nuntius i Portugal på daværende tidspunkt, ankom Domenico Scarlatti i Lissabon den 29. november 1719. Der underviste han den portugisiske prinsesse Maria Magdalena Barbara i musik. Han vendte tilbage til Neapel i 1725. Han forlod Lissabon den 28. januar 1727 for at drage til Rom, hvor han giftede sig med Maria Caterina Gentili den 6. maj 1728. Da Magdalena Theresia flyttede tilbage til Madrid i 1729, fulgte han med og flyttede han til Sevilla, hvor han blev i fire år.

### Sidste år i Spanien
I 1733 rejste han til Madrid som musikmester for prinsesse Maria Barbara, som havde giftet sig ind i det spanske kongelige hus. Prinsessen blev senere dronning af Spanien. Scarlatti forblev i landet i de sidste 25 år af sit liv og fik fem børn der. Efter, at hans første kone døde i 1742, giftede han sig med en spanier, Anastasia Maxarti Ximenes. Blandt hans kompositioner under hans ophold i Madrid var en række af de 555 tangent-sonatas, som han er bedst kendt for.
Scarlatti var ven med kastratsangeren Farinelli, en kollega fra Napoli, der også nød kongelig protektion i Madrid. Musikologen og cembaloisten Ralph Kirkpatrick udtalte, at Farinellis korrespondance giver "de fleste direkte informationer om Scarlatti, der har overlevet til vor tid". Domenico Scarlatti døde i Madrid i en alder af 71 år. Hans bolig på Calle Leganitos er markeret med en historisk mindeplade, og hans efterkommere lever stadig i Madrid. Han blev begravet ved et kloster i Madrid, men hans grav eksisterer ikke længere.

## Betydning
Musikhistorikeren Angul Hammerich har givet følgende vurdering af Scarlattis betydning og rolle i musikkens historie:
"Ved sine opfindsomme og fantasifulde Kompositioner og sit mesterlige Klaverspil blev S. en af de vigtigste Grundlæggere af Klavermusikken. Han skabte i Princippet den tidligste Form af Sonate, og han frigjorde Klaverspillet fra dets tidligere Sammenhæng med Orgelspillet, idet han udvidede Klaverteknikken og tillige skabte en egen Klaverstil."